# Хахльов Олексій Олексійович
Олексі́й Олексі́йович Хахльо́в (6 лютого 1999, Острог, Рівненська область) — український футболіст, центральний півзахисник луганської «Зорі». Чемпіон світу у складі збірної України U-20 (2019).

## Клубна кар'єра
Вихованець клубної академії «Динамо» (Київ).
6 лютого 2017 року 18-річний хавбек київського «Динамо» Олексій Хахльов підписав контракт з іспанським «Алавесом». За підтримки його батька, Олексія Хахльова-старшого, очільника рівненського футболу, Олексій отримав статус вільного агента і за сприяння українського футбольного агента Олега Смалійчука молодий футболіст підписав контракт з іноземним клубом на 3,5 роки. За кілька років він ще не пробився до основи клубу, хавбек виступає за молодіжний склад та фарм-клуб, та залучається до матчів юнацьких збірних України. Спершу Олексій закріпився в «Алавес U-19», а з 1 липня 2018 року переходить в «Депортіво Алавес Б». А через кілька місяців, 1 жовтня 2018 року Олексія Хахльова орендує інший місцевий клуб «Сан-Ігнасіо», за який він провів 21 гру й 1 раз відзначився забитим голом в матчах іспанської Терсери і тим самим допоміг команді пробитися до фінальної частини Дивізіону (4 місце в 4 групі). 30 червня 2019 року, після успішної юнацької першості Олексій Хахльов повернувся з оренди до «Алавеса».
27 січня 2020 року стало відомо, що з Олексієм Хахльовим підписали контракт львівські «Карпати». Термін дії угоди клубу з гравцем розраховано на два з половиною роки.

## Виступи за збірну
У 2019 році у складі збірної України U-20 став переможцем молодіжного чемпіонату світу, що проходив у Польщі.

## Нагороди
- Орден «За заслуги» III ст. (2019)[9]